# شورای‌نظامی گرجستان
شورای نظامی گرجستان (به گرجی:  საქართველოს რესპუბლიკის სამხედრო საბჭო) یک نهاد امنیت ملی گرجستان بود که در تاریخ ۲ ژانویه ۱۹۹۲ در جریان کودتای نظامی تفلیس تأسیس شد.

## ناهمخوانی با قانون اساسی
شورای نظامی گرجستان نهادی خلاف قانون اساسی بود که بیش از دو ماه ریاست کشور را برعهده داشت. این شورا سرنگونی رئیس‌جمهور زویاد گامساخوردیا را اعلام کرد و ریاست دولت را برعهده گرفت. در تاریخ ۱۰ مارس ۱۹۹۲ شورای دولتی گرجستان به رهبری ادوارد شواردنادزه جایگزین شورای نظامی گرجستان شد. تمام دستورات و قطعنامه‌های شورا توسط دو عضو بانفوذ این شورا یعنی تنگیز کیتووانی و جابا یوسلیانی به نمایندگی تمام اعضا امضا می‌شد. ترکیب کامل شورای نظامی هرگز منتشر نشد.